# Uacala
Uacala (Vacala) ist ein osttimoresischer Suco und Aldeia im Verwaltungsamt Baguia (Gemeinde Baucau).

## Geographie
Vor der Gebietsreform 2015 hatte Uacala eine Fläche von 60,95 km². Nun sind es 70,81 km². Der Suco Uacala liegt im Osten des Verwaltungsamts Baguia. Südwestlich liegt der Suco Larisula und westlich der Suco Defawasi. Nördlich befindet sich das Verwaltungsamt Laga mit seinem Suco Atelari und im Osten grenzt Uacala an die Gemeinde Lautém mit den Sucos Afabubu und Baricafa (beide Verwaltungsamt Luro) und Caenlio (Verwaltungsamt Iliomar). Die Grenze zu Iliomar bildet zunächst der Fluss Tunir, der dann mit dem aus Caenlio kommenden Afalita den neuen Grenzfluss bildet, den Irebere. Im Norden des Sucos entspringen drei Flüsse: der Muadaco, der Dana und der Radala. Sie fließen im Süden zusammen und bilden dann den Boro, der kurz darauf auch in den Irebere mündet. Im dünn besiedelten Suco gibt es keine größeren zusammenhängende Siedlungen. Auch größere Straßen fehlen. Für die Parlamentswahlen in Osttimor 2007 mussten die Wahlurnen per Hubschrauber zum Wahllokal in der Grundschule Escola Primaria Uacala gebracht und abgeholt werden.
Im Suco befinden sich die vier Aldeias Baboro, Baiafa, Betu-Muto und Uacala.

## Einwohner
Obwohl der Suco flächenmäßig der größte des Verwaltungsamtes ist, leben hier nur 361 Einwohner (2022), davon sind 179 Männer und 182 Frauen. Im Suco gibt es 66 Haushalte. Über 95 % der Einwohner geben Makasae als ihre Muttersprache an. Die restliche Bevölkerung spricht Tetum Prasa.

## Politik
Bei den Wahlen von 2004/2005 wurde David Manuel Freitas Brites zum Chefe de Suco gewählt und 2009 und 2016 und 2023 in seinem Amt bestätigt.
2023 wurden zum Chefe de Aldeias gewählt: Adão da Costa (Baboro), Adolfo da Costa (Baiafa), Celestino Ximenes (Betu-Muto) und Norberto Sarmento Dias (Uacala).

## Persönlichkeiten
- Rosalina Ximenes (* 1963), Politikerin